# Дафни-Гмитос
Дафни-Гмитос (грч. Δάφνη-Υμηττός) општина је у Грчкој. По подацима из 2011. године број становника у општини је био 33.628.

## Становништво
| 2011.  |
| ------ |
| 33,628 |